# Душан Симович
Ду́шан Си́мович (серб. Душан Симовић; 28 жовтня 1882, Крагуєваць — 26 серпня 1962, Белград) — державний і військовий діяч Югославії.
У 1900 році закінчив військове училище, в 1905 році Військову академію в Белграді. Брав участь у Балканських війнах і Першій світовій війні.
З 1925 року бригадний генерал. Напередодні Другої світової війни — начальник Генштабу югославської армії, а потім командувач військово-повітряних сил Югославії.
Після державного перевороту 27 березня 1941 року — прем'єр-міністр. З початком фашистської окупації Югославії (квітень 1941) уряд Симовича емігрував. У 1941—1942 роках Прем'єр-міністр Югославського емігрантського уряду. Після визволення Югославії від фашистських загарбників (1945) повернувся на батьківщину. Отримував державну пенсію.
Був одружений зі Снежаною Тадич (1883–1971), фармацевткою із Валєва сербсько-українсько-хорватського походження, дочкою Мілорада Тадича (1861–1940). Пара мала трьох синів і чотирьох дочок.
Помер 26 серпня 1962 року в Белграді.